# Ouhoumoudou Mahamadou

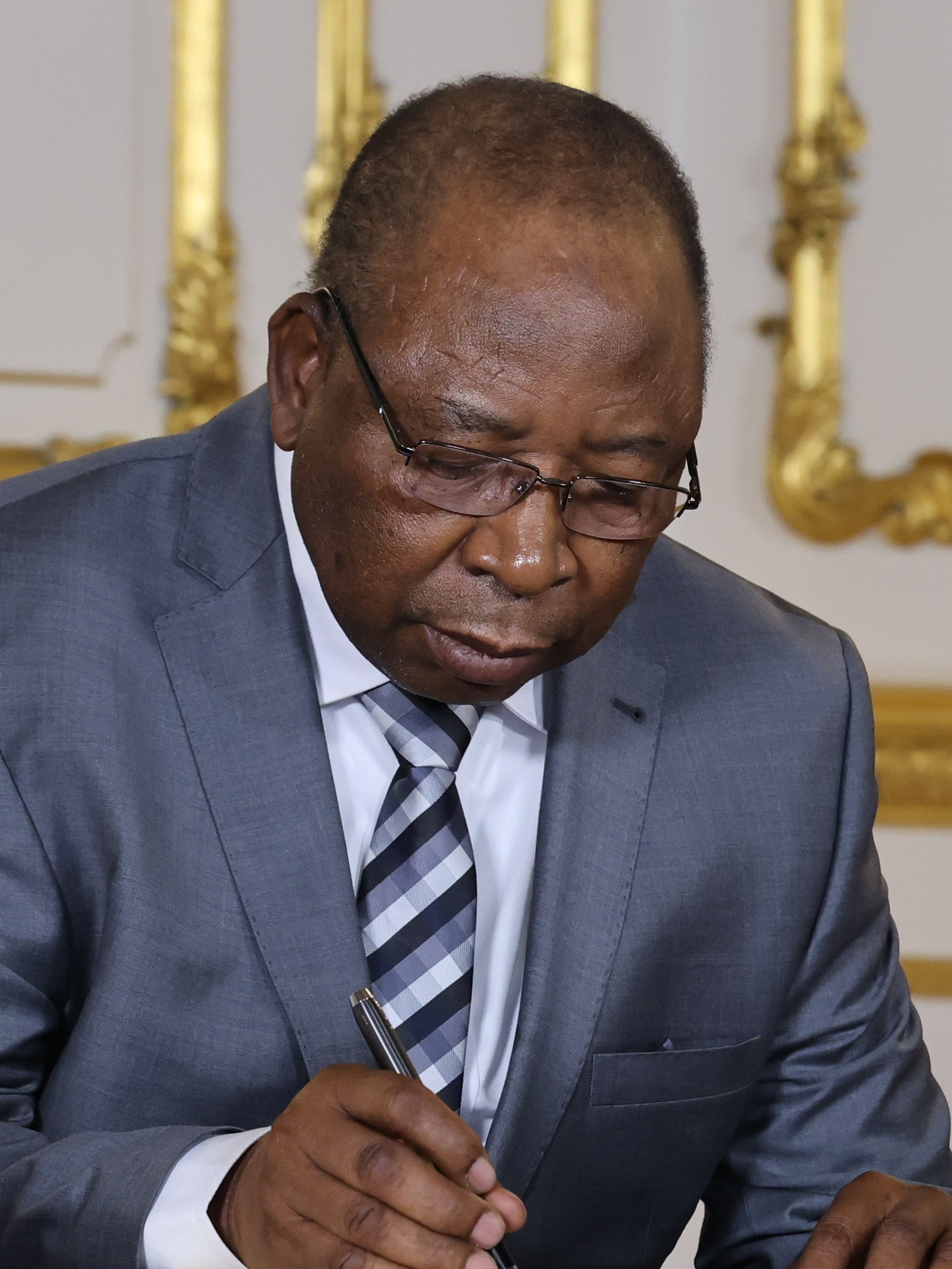
Ouhoumoudou Mahamadou in 2022

Ouhoumoudou Mahamadou (1954) is een Nigerees politicus van de sociaaldemocratische Parti Nigerien pour la Democratie et le Socialisme. Hij was de premier van Niger tussen 3 april 2021 en 26 juli 2023, toen de regering werd afgezet met een staatsgreep.
Mahamadou was eerder minister van mijnbouw, energie en industrie (1991-1993), minister van financiën (2011-2012) en directeur van het kabinet van de president (2015-2021).